# Юрген Гош
Юрген Гош (нім. Jürgen Gosch; 9 вересня 1943, Коттбус — 11 червня 2009, Берлін) — німецький театральний режисер.
Хоча він народився і виріс в НДР, проте завжди дотримувався постулату вільного мистецтва. Після заборони на його інсценування п'єси Георга Бюхнера «Леонс і Лена» в НДР, режисер емігрував до Західної Німеччини і з величезним успіхом працював в різних театрах. Його постановки завжди відрізнялися сміливими новаціями і нестандартним прочитанням оригіналу. Гош віддавав перевагу скупому сценічному оформленню і робив ставку на майстерність акторів. Останні спектаклі Юргена Гоша — чеховські «Дядя Ваня» на сцені «Німецького театру» (Deutsches Theater) і «Чайка» в театрі «Народна сцена» (Volksbuhne) у Берліні — стали абсолютним тріумфом. «Дядя Ваня» був вибраний виставою року.
Помер від важкого ракового захворювання в Берліні 11 червня 2009.